# Pelidnota discicollis
Pelidnota discicollis es una especie de escarabajo del género Pelidnota, familia Scarabaeidae. Fue descrita científicamente por Ohaus en 1912.
Habita en Brasil y Venezuela.